# 自贡市第一中学校
自贡市第一中学校（Zigong No.1 Middle School），位于四川省自贡市，简称自贡一中，是自贡市直属的完全中学。
学校创立于1918年，前身为加拿大教会创办的“培德中学”和自贡市政府创办的“市立师范和市立中学”。1949年，中共接管自贡市，市军管会文教处接管自贡市立师范学校和自贡市立中学，当时两校是两个牌子，一套班子。
1950年，自贡市政府决定学校停招师范生，继续招收初中和高中新生，学校改名为自贡市立中学。1953年两校合并更为“四川省自贡第一中学校”，与今校名仅相差一字
据校内图书馆《自贡一中大事记》与《自贡一中建校百年纪念》和部分网友回忆，学校在大跃进时期更名为“釜溪中学”
1966-1976年，中共中央发动文化大革命，在此期间，学校被造反派组织更名为“自贡市毛泽东思想战校十·一八中学”，后再更为“四川省自贡市第一中学校”，校名一直沿用至今。
1982年批准为四川省重点中学。2003年7月，自贡市成立自贡一中汇东初中部。同年，自贡市将自贡红旗职中、东方中学并入学校，组建自贡一中教育集团。2005年批准为四川省国家级示范性普通高中；2013年，学校批准为四川省一级示范性普通高中。2014年1月与市内蜀光中学等中学一同转为首批四川省一级示范性普通高中。
2023年，在自贡东部新城建设分校（自贡东部新城培德中学校）。
2025年3月，自贡一中高中部将整体搬迁到四川轻化工大学汇北校区，整合资源与四川轻化工大学共建四川轻化工大学附属中学。

## 关于搬迁
关于自贡市第一中学校高中部搬迁至四川轻化工大学校区的讨论，最早见于2012年12月15日的网络公开记录。在较长时期内，该校未通过官方渠道发布任何搬迁相关公告。直至2024年7月，自贡市人民政府与四川轻化工大学签署《共建共管四川轻化工大学附属中学合作协议》，首次明确将自贡一中高中部整体迁入四川轻化工大学汇东校区B区（汇北校区），并与初中部合并为完全中学，同时增挂“四川轻化工大学附属中学”校牌。
根据协议，搬迁需对原大学校园进行大规模改建，以适配高中教育教学需求。2024年7月，自贡市教育和体育局说明工程涉及招投标、规划设计及施工等流程，预计2025年3月完成搬迁。但因校园功能布局改造复杂性，实际进度晚于初期计划。2024年10月，四川轻化工大学附属中学校区迁建推进会进一步协调建设规划、设施改造及安全管理等问题。至2025年4月，项目室外土建工程完成劳务招标，但高中部仍未实现实体搬迁。
部分师生对搬迁时间表的多次调整提出关切，认为信息透明度有待提升。2025年6月，在校学生实地观察确认四川轻化工大学汇东校区B区已启动施工（附图），包括教学楼、宿舍改造及运动场升级等工程，表明搬迁工作处于实施阶段。

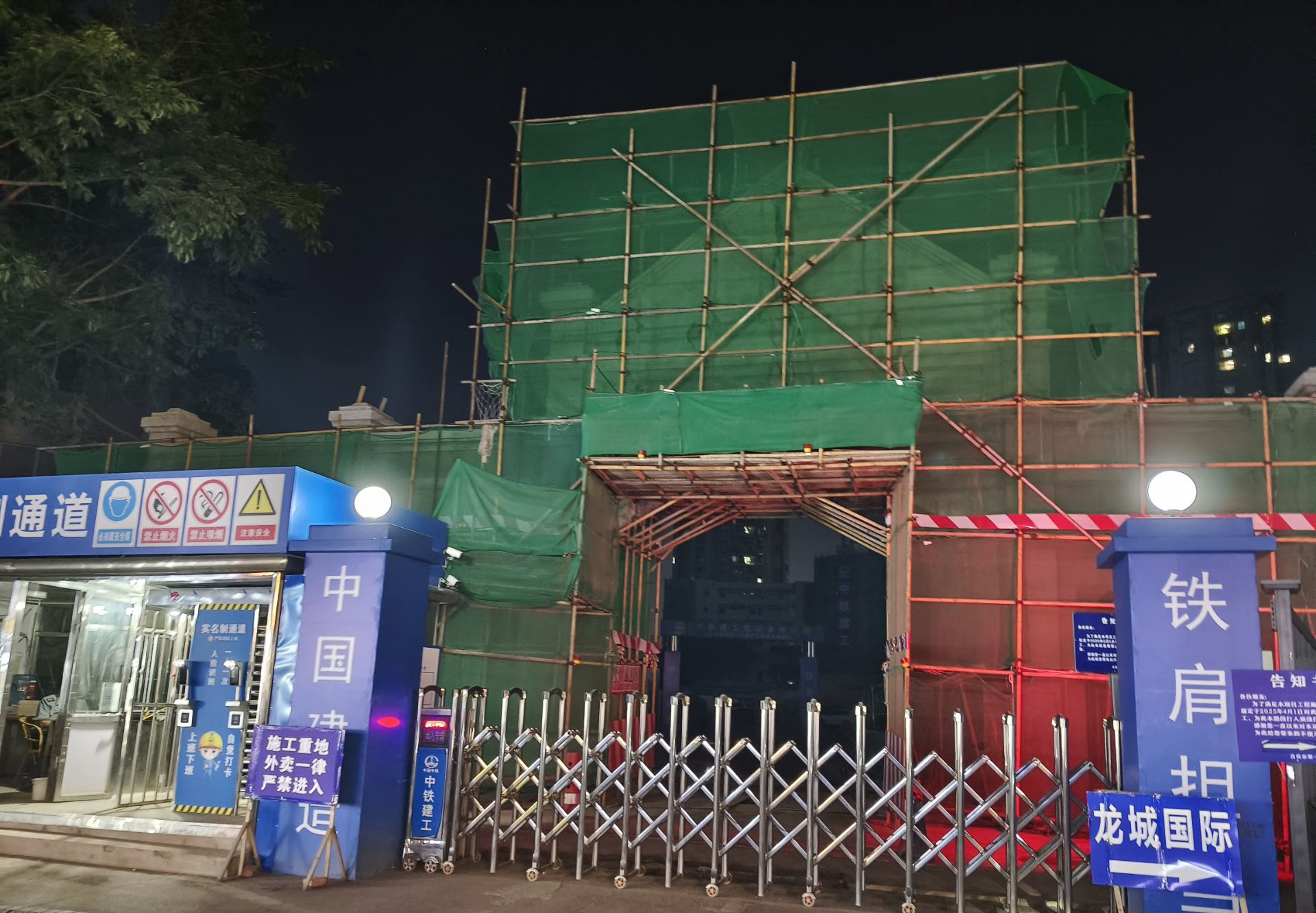
四川轻化工大学附属中学2025年6月实地建设情况

## 校友
- 胡绩伟，《人民日报》社前社长、总编
- 曾德林，中共中央宣传部前副部长
- 谢韬，蜀光中学教师、中国社会科学院副院长、中国人民大学常务副校长
- 胡海涛，中国工程院院士著名地质学家
- 高绍先，原西南政法学院院长
- 罗亦孝、江栋兴，著名核物理科学家
- 赵焱，四川大学二级教授、博导、国家高层次特聘专家和湖北省“百人计划”专家、武汉大学工业科学研究院兼职教授、美国惠普公司MJF-3D打印技术的主创人员之一
- 姜澜，中国科学院院士，北京理工大学校长兼党委副书记、美国加州大学伯克利分校Russell SeveranceSpringer Professo荣誉杰出教授
- 朱策，国际工程技术学会会士、电气与电子工程师学会会士、中国通信学会会士、美国光学学会会士、电子科技大学格拉斯哥学院院长、教授、博士生导师